# Robert Adrain
Robert Adrain (Carrickfergus, 30 de septiembre de 1775-Nuevo Brunswick, 10 de agosto de 1843), fue un matemático de origen anglo-irlandés, emigrado a los Estados Unidos.

## Biografía
Hijo de un maestro de escuela, su padre murió cuando él tenía quince años. Para mantenerse él y sus cuatro hermanos, trabajó como maestro sustituyendo a su padre. En 1798 se casó y participó en la rebelión irlandesa de 1798, a resultas de la cual tuvo que huir por haber sido puesto precio a su captura. Emigró a los Estados Unidos, donde comenzó como profesor de secundaria de matemáticas en Princeton (Nueva Jersey), para continuar en York y en Reading, ambas en Pensilvania. En 1809 fue nombrado profesor de matemáticas del Queen's College de Nuevo Brunswick, Nueva Jersey, actual Universidad Rutgers. En 1813 fue contratado por el Columbia College de Nueva York, hoy Universidad de Columbia, donde permaneció hasta 1827, cuando pasó a la Universidad de Pensilvania en la que fue vicerrector. En 1834 se retiró a su residencia en Nuevo Brunswick, donde falleció en 1843.
Robert Adrain fue elegido 'fellow' de la Academia Americana de las Artes y las Ciencias en 1813. Colaboró desde 1804 de la revista The Mathematical Correspondent, editada por George Baron, al que sucedió cuando este abandonó el proyecto. No obstante, la publicación desapareció en 1806. Adrain fue un activo editor de revistas matemáticas: impulsó la creación de The Analyst or Mathematical Museum (1808), The Analyst (1814) y The Mathematical Diary (1825).
Las aportaciones matemáticas más originales de Adrain corresponden al campo de la estadística, el descubrimiento de la distribución normal de los errores (1808) y la utilización del método de mínimos cuadrados.